# 乌尔里希·施泰因

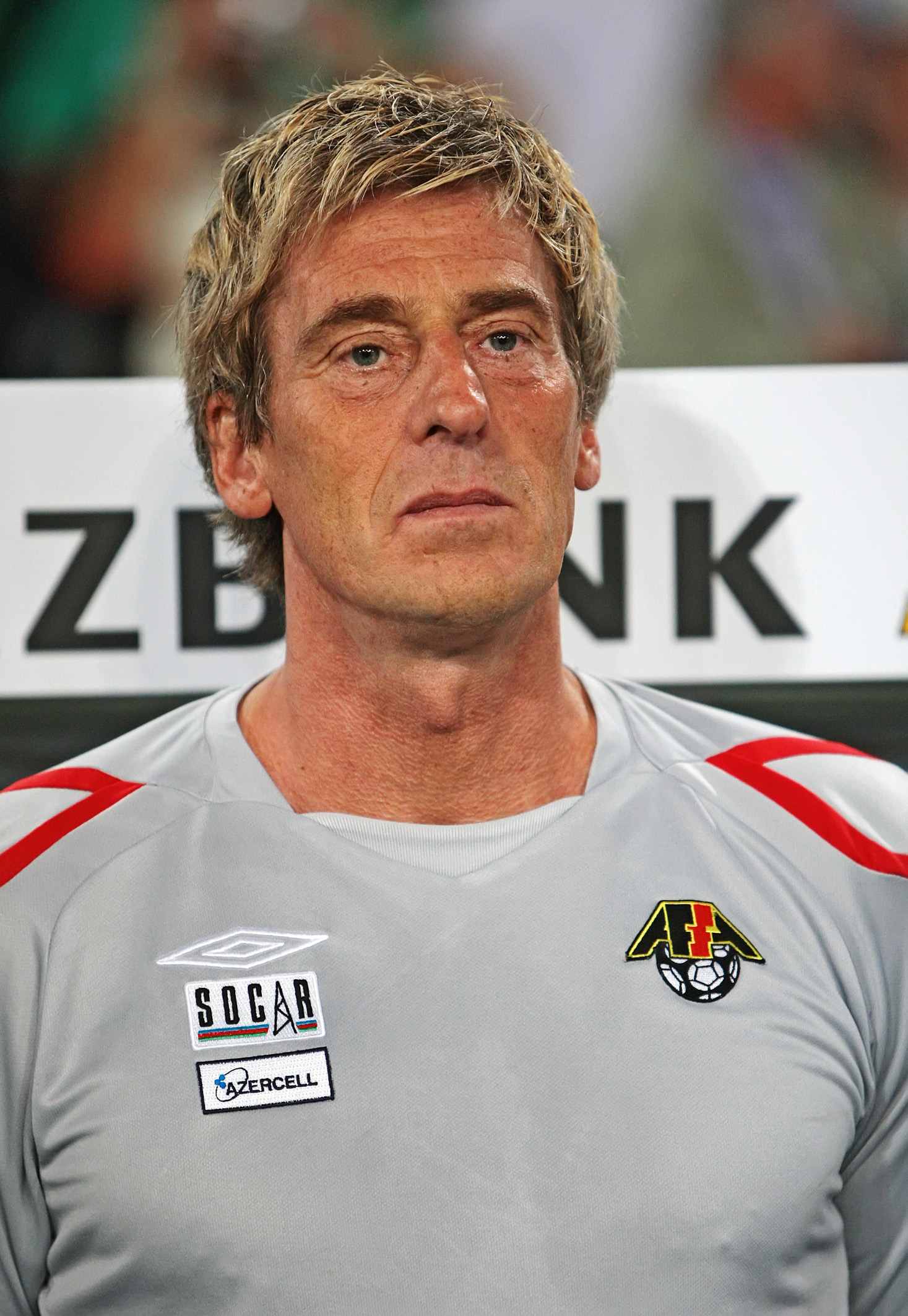
乌尔里希·施泰因

乌尔里希·施泰因（德語：Ulrich Stein，1954年10月23日—）是一名德国守门员教练及前足球运动员。他曾代表西德国家队参加1986年世界杯足球赛，结果队伍获得亚军。